# Musikelectronic Geithain

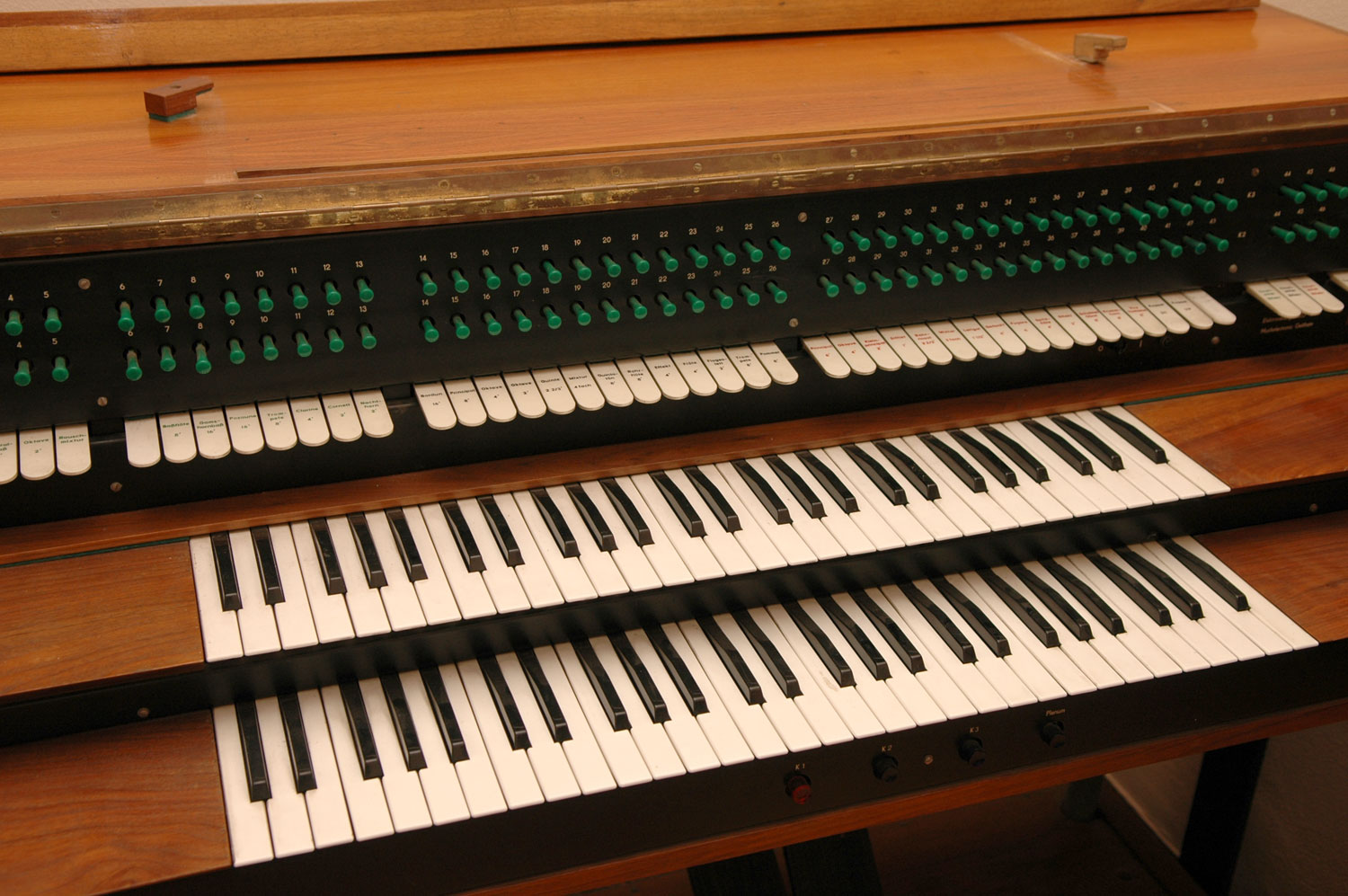
Elektronische Orgel aus den 1970er Jahren

Die Musikelectronic Geithain GmbH ist ein deutscher Lautsprecherhersteller mit Sitz im sächsischen Geithain.

## Geschichte

### Gründung und Wachstum der Firma
Das Unternehmen wurde am 5. Mai 1960 von dem damals 18 Jahre alten Joachim Kiesler, gemeinsam mit zwei Uhrmachern, als PGH Fernsehen, Rundfunk, Uhren gegründet und sollte zunächst der Reparatur von Radio- und Fernsehgeräten dienen. Im Laufe der Zeit verlagerte sich der Schwerpunkt des Unternehmens immer mehr in Richtung der Entwicklung und Fertigung eigener Geräte im Bereich der Tontechnik. 1972 wurde die Genossenschaft enteignet und in den VEB Musikelectronic Geithain (MEG) umgewandelt, der weiterhin von Joachim Kiesler, in der Funktion des technischen Leiters, geführt wurde.

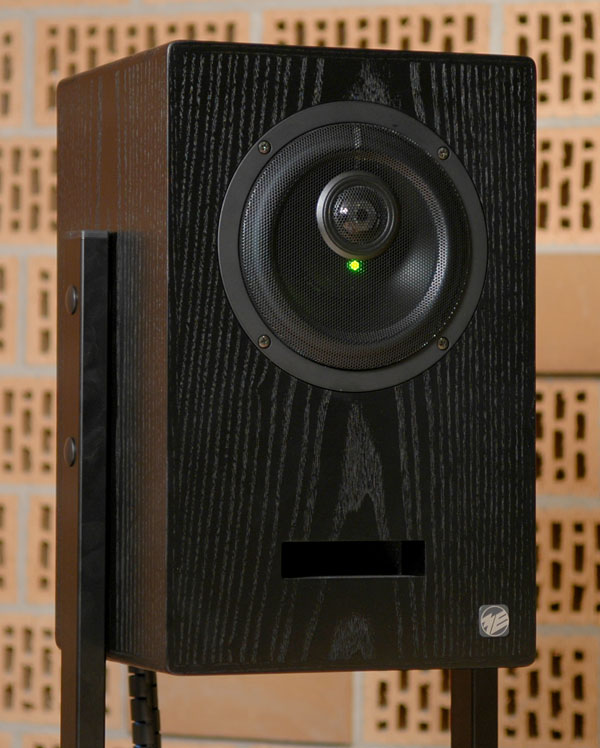
Studiomonitor MO-2

In dieser Zeit wurden vor allem aktive Regielautsprecher für den Rundfunk und das Fernsehen der DDR entwickelt und gebaut, die auch in nahezu allen Tonstudios und Konzertsälen der DDR eingesetzt wurden. Für private Anwender wurde dort die sehr erfolgreiche Lautsprecherbox BR 25 entwickelt und alsbald von Statron Fürstenwalde in hoher Stückzahl gefertigt und zu großen Teilen z. B. in die Bundesrepublik exportiert. Weitere Entwicklungen für den Heimmarkt waren die Lautsprecherboxen BR50, BR2725 und BR3750, welche alle bei Statron gefertigt wurden. Für den Studiomarkt entstanden ab 1967 Mikrofonverstärker und PA-Verstärker (z. B. V921, V900). Der VEB Musikelectronic Geithain fertigte außerdem elektronische Orgeln für Kirchen und Konzerträume, z. B. den Palast der Republik, von denen noch heute mehrere existieren und vom Unternehmen weiterhin gewartet werden.

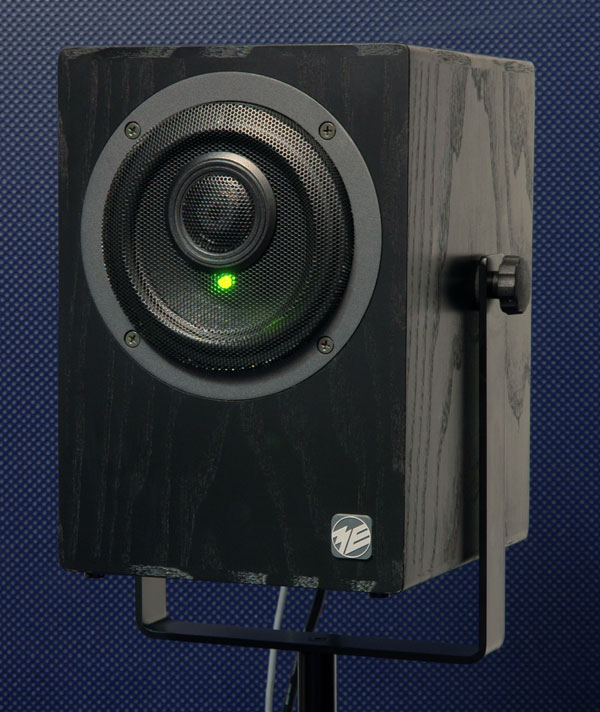
Regielautsprecher RL-906

Im Jahre 1984 entwickelte der VEB den ersten großen Regielautsprecher RL 900, ein aktiver 3-Wege-Bassreflexmonitor mit einem Gewicht von über 60 kg. Als die ARD im April 1989 einen weltweiten Wettbewerb ausschrieb, um eine neue Generation von Regielautsprechern zu testen, setzte sich Frank Müller-Römer, der damalige Technikdirektor des Bayerischen Rundfunks dafür ein, dass auch die RL 900 des damaligen DDR-Betriebes in den Test einbezogen wird. Der Lautsprecher erhielt in mehreren Bewertungsbereichen die höchste Punktzahl aller vorgestellten Geräte, so dass umgehend Bestellungen von zahlreichen Rundfunkanstalten eingingen.

### Weiterführung nach der deutschen Wiedervereinigung
Mit der renommierten Bewertung hatte das Unternehmen einen guten Start in die Nachwendezeit.
Im Jahre 1992 gelang Joachim Kiesler die Rückübertragung und die Musikelectronic Geithain GmbH wurde gegründet. Für die umfangreichen Messungen während der Entwicklung eines neuen Lautsprechers verfügt das Unternehmen über einen der größten reflexionsarmen Räume in Deutschland. Als einziger Hersteller von Regielautsprechern gibt Musikelectronic Geithain an, welche Modelle für welche Abhörentfernungen geeignet sind. So lässt sich das Modell RL 944 K bereits bei einer Hörentfernung von einem Meter einsetzen, während ein RL 801 K für eine Mindest-Hörentfernung von drei Metern ausgelegt ist.

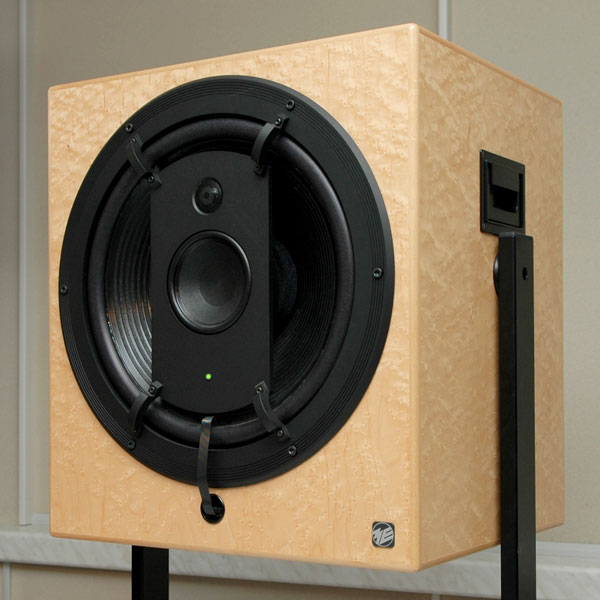
Regielautsprecher RL-901 K

Die Produkte der Firma sind zum einen für den Einsatz in Tonregieräumen gedacht, zum anderen werden auch besonders qualitätsbewusste private Musikliebhaber angesprochen. Nach wie vor erfolgen Teile der Produktion in Sachsen, so werden die Lautsprechergehäuse von einer Tischlerei bei Dresden gefertigt und die gesamten elektronischen Baugruppen werden direkt in Geithain entwickelt. Die Komplettmontage der Boxen erfolgt ebenfalls in Geithain. Markenzeichen sind Koaxiallautsprechersysteme, bei denen die Tief-, Mittel- und Hochtöner ineinander verschachtelt angeordnet sind. Neben den aktiven Regielautsprechern und passiven Heimlautsprechern werden auch Lautsprecher für allgemeine Beschallungszwecke und für den Einbau in Kinos gefertigt. In neuerer Zeit werden vorhandene Lautsprechermodelle weiterentwickelt, die nun im Bassbereich eine gerichtetere Abstrahlung aufweisen. Diese Varianten eignen sich speziell auch für kleinere Regieräume und Übertragungswagen, da sie im Bereich hinter den Lautsprechern die Raummoden weniger stark anregen.

## Auszeichnungen
- 1989: Wettbewerbssieger für Regielautsprecher (s. o.)
- 1992: Sächsischer Innovationspreis
- 2020: Stereoplay Goldenes Ohr in der Kategorie Dipol/Radial/Cardioid-Strahler[1]

## Anwender
Regielautsprecher aus Geithain sind heute bei allen ARD-Landesrundfunkanstalten, beim ZDF, Deutschlandfunk, Deutschlandradio Kultur und privaten Hörfunk- und Fernsehsendern im Einsatz. Auch die britische BBC und das Japanische Fernsehen NHK haben mit der Beschaffung von Geithain-Lautsprechern begonnen. In nahezu allen deutschen Musik- und Filmhochschulen sowie zahlreichen Konzert- und Opernhäusern sind die Regieräume mit diesen Produkten ausgestattet.